# استخدامات التيتانيوم في الطب

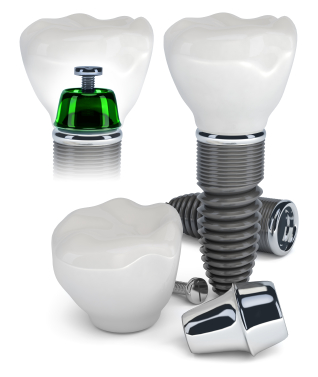
استخدامات التيتانيوم في زراعة الاسنان داخل عظم الفك

أدت القوة العالية، وانخفاض الوزن، ومقاومة التآكل التي يتميز بها التيتانيوم وسبائكه إلى مجموعة واسعة ومتنوعة من التطبيقات الناجحة التي تتطلب مستويات عالية من الأداء، يمكن الاعتماد عليها في العمليات الجراحية والطب، وكذلك في صناعة الطائرات والسيارات والكيماويات النباتية، واستخراج النفط والغاز، والرياضة، والصناعات الرئيسية الأخرى.

## ملاءمة التيتانيوم لأغراض الزرع
يتم زرع ما يزيد على 1000 طن (2.2 مليون دولار) من أجهزة التيتانيوم لتأدية وظائف كثيرة في جسم الإنسان في المرضى الذين يعانون في جميع أنحاء العالم كل عام. الاحتياجات اللازمة لاستبدال المفاصل تستمر في النمو حيث أن الناس يعيشون حياة أطول وتتكيف مع الجسم أكثر من خلال ممارسة الرياضة المستمره أو الركض، أو بجروح خطيرة في حوادث الطرق والحوادث الأخرى. والتيتانيوم هي أحد المواد القليلة التي تتطابق بشكل طبيعي مع متطلبات الزرع في جسم الإنسان. 
تملك سبائك التيتانيوم الطبية قوة أكبر بكثير في نسبة الوزن من الفولاذ المقاوم للصدأ. ومجموعة من سبائك التيتانيوم المتاحة تمكن المصممين المتخصصين الطبيين لتحديد المواد والمصممة بشكل وثيق لاحتياجات الطلب.
مجموعة كاملة من السبائك تصل إلى حد كبير من ليونة التيتانيوم النقي، ويستخدم تجارياً حيث القابلية للتشكيل أمر ضروري لتسخين السبائك تماماً، ويمكن علاجها مع قوة فوق 1300 ميجا باسكال.

## استخدام التيتانيوم في التطبيقات الطبية
التكيف والنسيان يمثلان امران أساسيان حيث ان المعدات تستخدم في تطبيقات حرجة، وتكون مثبته مرة واحدة، لانه يصعب صيانتها أو استبدالها. ولا يوجد أي استخدام أكثر تحديا في هذا الصدد من يزرع في الجسم البشري. هنا، وفعالية وموثوقية الزرع، والأدوات الطبية والجراحية والأجهزة عامل أساسي في إنقاذ الأرواح والإغاثة في الأجل الطويل، والتخفيف من المعاناة والألم. غرس يمثل اعتداء محتمل على التركيبة الكيميائية والفسيولوجية والميكانيكية للجسم البشري. ليس هناك شيء مشابه لزرع معدني في الأنسجة الحية. وتوجد معظم المعادن في سوائل الجسم والأنسجة في مستقر المجمعات العضوية. ويحدث تآكل المعادن المزروعه بسبب السوائل الموجودة في الجسم.0
والنتائج ف الإفراج عن الأيونات المعدنية غير المرغوب فيها، مع التدخل المحتمل في عمليات الحياة.
و المقاومة للتآكل ليست كافية بحد ذاتها لقمع رد فعل الجسم على معادن سامة أو عناصر الخلية المسببة للحساسية مثل النيكل، وحتى في تجمعات صغيرة جدا من الحد الأدنى من التآكل، وهذه قد تبدأ ردود فعل الرفض. يحكم التيتانيوم أن تكون خاملة تماما ومحصنة ضد التآكل من قبل جميع سوائل الجسم والعظام واستبدال المفاصل
يتم التعامل مع ما يقرب من مليون مريض سنويا في جميع أنحاء العالم من أجل استبدال ما لمجموعه من أجزاء الجسم والمفاصل في الركبة. والأطراف الاصطناعية يأتي في كثير من الأشكال والأحجام. مفاصل الرجل وعادة ما يكون ساق معدني والفخذ وفي الرأس أيضا واستخدام السطوح الخشنة النشطة بيولوجيا (بما في ذلك هيدروكسيباتيت) لتحفيز الاندماج العظمي، ارتشاف الحد، وبالتالي زيادة العمر الافتراضي لزرع أصغر المتلقين. الداخلية والخارجية للعظم كسر تثبيت يوفر تطبيق مزيد الرئيسية للالتيتانيوم والأجهزة الانصهار في العمود الفقري، ودبابيس، والعظام، لوحات، ومسامير، ومسامير داخل النقي، ومثبتات خارجية.

## *عملية زرع الأسنان
وحدث تغير كبير في جميع أنحاء العالم في ممارسة طب الأسنان ممكن من خلال استخدام غرسات التيتانيوم. جذر 'من التيتانيوم يتم إدخالها في عظم الفك مع الوقت المسموح به في وقت لاحق لالاندماج العظمي. ثم بناء البنية الفوقية من الأسنان على عملية الزرع لإعطاء بديل فعال.

## الوجه والفكين وعلاج الجمجمة
ويمكن لعملية جراحية إصلاح أضرار الوجه باستخدام أنسجة المرضى الخاصة، لكن لا يمكن دائماً الحصول على النتائج المرجوة. قد تكون هناك حاجة لاستخدام أجزاء اصطناعية لاستعادة القدرة على الكلام أو تناول الطعام، فضلا عن ظهور مستحضرات التجميل، لتحل محل ملامح الوجه المفقودة من خلال ضرر أو مرض.
أصبحت عملية زرع التيتانيوم أمراً مهماً جداً، وذلك لسهولة تلبية جميع متطلبات تتوافق مع الحياة وقوة لم يسبق لها مثيل في التقدم في العمليات الجراحية، لعلاج ناجح من المرضى الذين يعانون من عيوب كبيرة وظروف مشكلة كبيرة.

## الأطراف الاصطناعية
التيتانيوم مادة مناسبة لاستخدامات التثبيتات المؤقتة والطويلة الأجل الخارجية والأجهزة، فضلاً عن سماكة تقويم العظام والأطراف الاصطناعية، وكلاهما يستخدم على نطاق واسع لأن التيتانيوم خفيف الوزن، ويتميز بالمتانة والمقاومة للتآكل.

## الأدوات الجراحية
تصنع العديد من الأدوات الجراحية من التيتانيوم، إذ أن خفة المعدن هو عامل مساعدة إيجابي للحد من أي تعب من الجراح. وتتميز هذه الأدوات بتحمل التعقيم المتكرر وتتميز أيضاً بمقاومة التأكل والصلادة، كما أنها مواد مؤكسدة وبالتالي لا يوجد انعكاس للأسطح من الضروري في عمليات المجهرية، على سبيل المثال في جراحة العيون. والتيتانيوم هو مادة غير مغناطيسية، وبالتالي ليس هناك أي تهديد من الأضرار التي تلحق الأجهزة الصغيرة والحساسة الإلكترونية المزروعة في الجسم.
1. ↑  <referenceshttp://www.azom.com/article.aspx?ArticleID=1794/> نسخة محفوظة 2018-07-24 على موقع واي باك مشين.

1. ↑  Titanium Alloys in Medical Applications نسخة محفوظة 12 مايو 2017 على موقع واي باك مشين.

1. ↑  Titanium in medicine: material science, surface science,